# 范珮珊
范珮珊（英語：FAN Pui Shan，1975年5月15日—），香港輪椅擊劍運動員。

## 簡歷
2008年，范珮珊代表中國香港參加北京殘奧會轮椅击剑比赛，奪得女子個人花劍及女子個人重劍銅牌。
2010年，范代表中國香港出戰廣州亞殘運會轮椅击剑比赛，贏得一銀二銅的佳績。

## 榮譽
- 香港特區政府嘉獎

行政長官社區服務獎狀（2007年）
- 香港傑出運動員選舉

「香港最具潛質運動員」（2002年）
「香港最佳運動組合」－ 香港女子輪椅劍擊隊（2004年、2010年、2011年、2012年、2013年、2015年 - 共6次當選）